# Wybory parlamentarne we Francji w 1902 roku

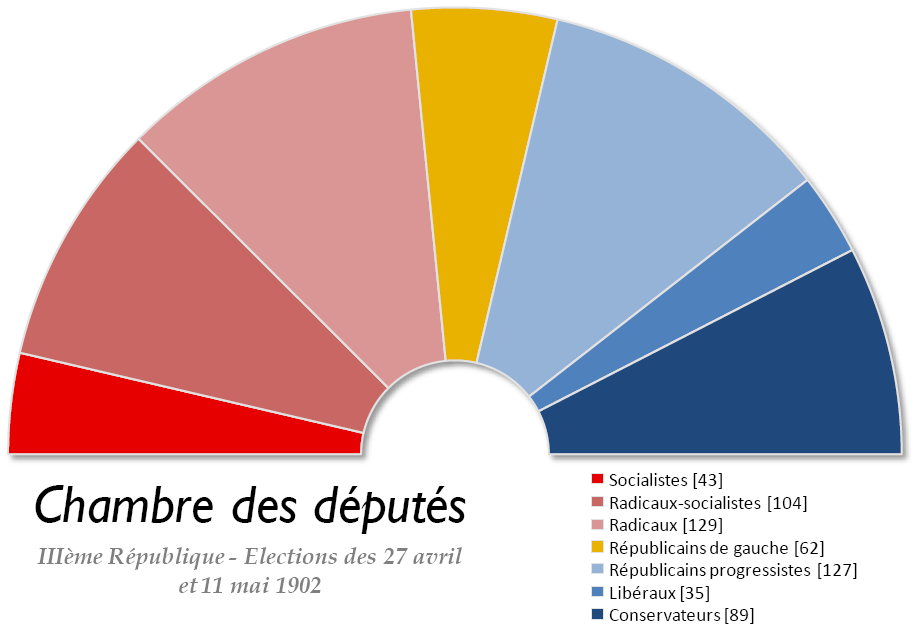
Podział miejsc w Izbie Deputowanych.

Wybory parlamentarne we Francji w 1902 roku odbyły się 27 kwietnia i 11 maja. W wyborach zwyciężyli prawicowi Postępowi Republikanie, jednak ugrupowania centrowe i centrolewicowe skupione w bloku wyborczym pod nazwą Blok Lewicy (Bloc des gauches) utworzyły rząd większościowy. Oprócz partii lewicowych, które znalazły się Bloku Lewicy, silne poparcie uzyskały również partie centroprawicowe – Postępowi Republikanie, którzy osiągnęli największe poparcie (19,3%) oraz trzecia siła w Izbie Deputowanych – chadecka Akcja Liberalno-Ludowa, która osiągnęła 16-procentowe poparcie.

## Wyniki wyborów[3]
| Blok wyborczy | Blok wyborczy | Partia polityczna                                                  | Głosy     | % głosów | Miejsca |
| ------------- | ------------- | ------------------------------------------------------------------ | --------- | -------- | ------- |
|               | –             | Postępowi Republikanie (PR)                                        | 1 629 483 | 19.30%   | 107     |
|               | Blok Lewicy   | Partia Republikańska, Radykalna i Radykalno-Socjalistyczna (PRRRS) | 1 445 415 | 17.12%   | 121     |
|               | –             | Akcja Liberalno-Ludowa (ALP)                                       | 1 350 581 | 16.00%   | 85      |
|               | –             | Nacjonaliści (N)                                                   | 1 099 137 | 13.02%   | 56      |
|               | Blok Lewicy   | Republikańska Lewica (ARD)                                         | 1 087 048 | 12.87%   | 79      |
|               | Blok Lewicy   | Radykalni Socjaliści (SR)                                          | 854 269   | 10.12%   | 77      |
|               | Blok Lewicy   | Francuska Partia Socjalistyczna (PSF)                              | 664 803   | 7.87%    | 37      |
|               | –             | Socjalistyczna Partia Francji (SPF)                                | 210 400   | 2.49%    | 9       |
|               | –             | Monarchiści (M)                                                    | 42 406    | 0.50%    | 3       |
|               | –             | inni                                                               | 59 822    | 0.70%    | 1       |

| Wybory parlamentarne we Francji w 1902 roku | Wybory parlamentarne we Francji w 1902 roku | Wybory parlamentarne we Francji w 1902 roku | Wybory parlamentarne we Francji w 1902 roku | Wybory parlamentarne we Francji w 1902 roku |
| ------------------------------------------- | ------------------------------------------- | ------------------------------------------- | ------------------------------------------- | ------------------------------------------- |
|                                             |                                             | % głosów                                    |                                             |                                             |
| PR                                          |                                             | 19,30                                       |                                             |                                             |
| PRRRS                                       |                                             | 17,12                                       |                                             |                                             |
| ALP                                         |                                             | 16,00                                       |                                             |                                             |
| N                                           |                                             | 13,02                                       |                                             |                                             |
| ARD                                         |                                             | 12,87                                       |                                             |                                             |
| SR                                          |                                             | 10,12                                       |                                             |                                             |
| PSF                                         |                                             | 7,87                                        |                                             |                                             |
| SPF                                         |                                             | 2,49                                        |                                             |                                             |
| M                                           |                                             | 0,50                                        |                                             |                                             |
| inni                                        |                                             | 0,70                                        |                                             |                                             |
|                                             |                                             |                                             |                                             |                                             |

## Liderzy ważniejszych ugrupowań

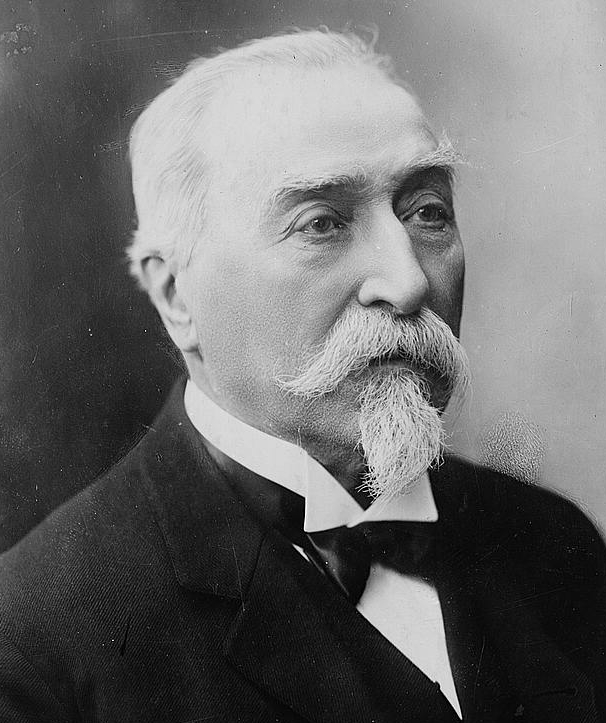
Émile Combes – lider Partii Republikańskiej, Radykalnej i Radykalno-Socjalistycznej.
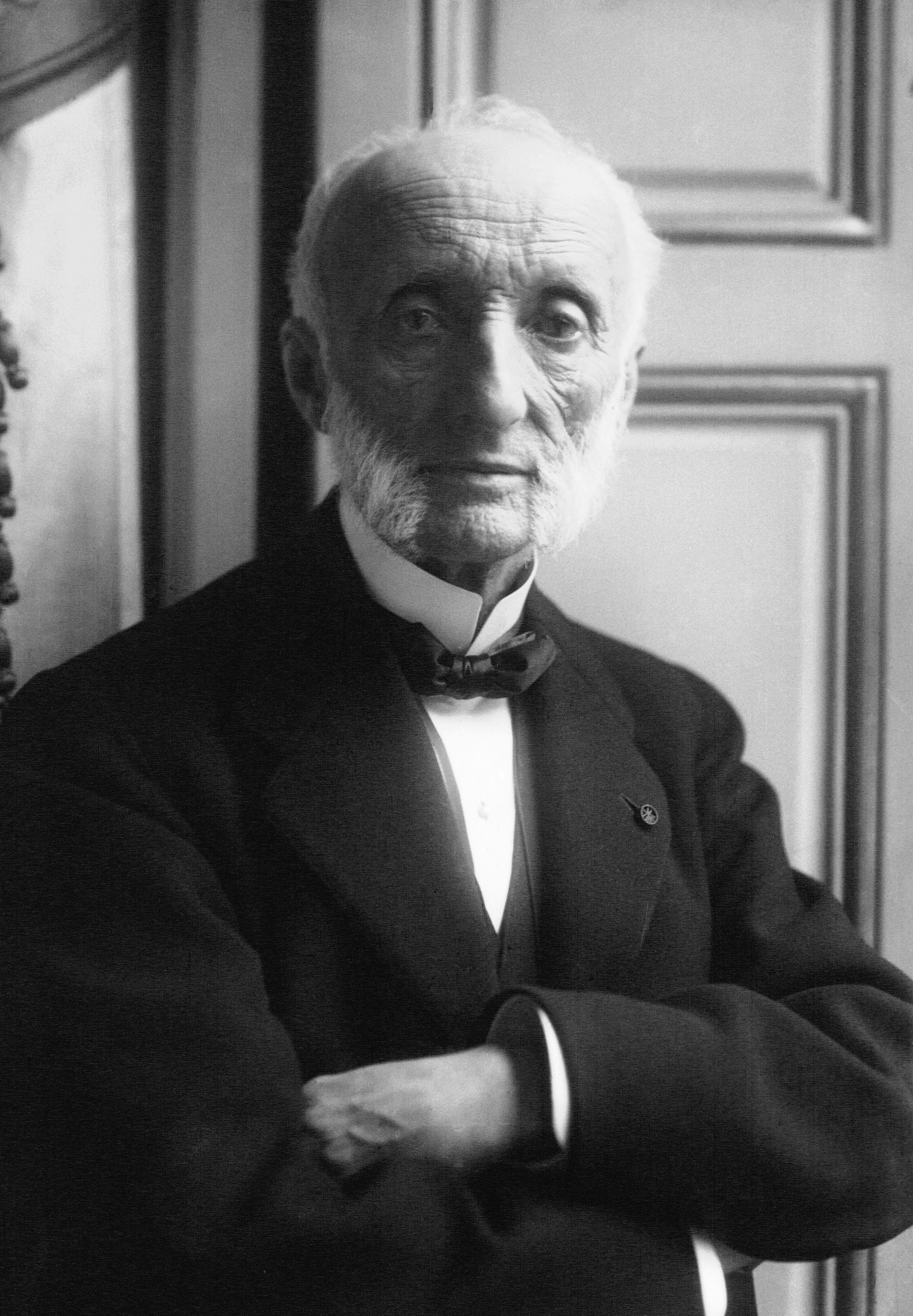
Jules Méline – lider Postępowych Republikanów.
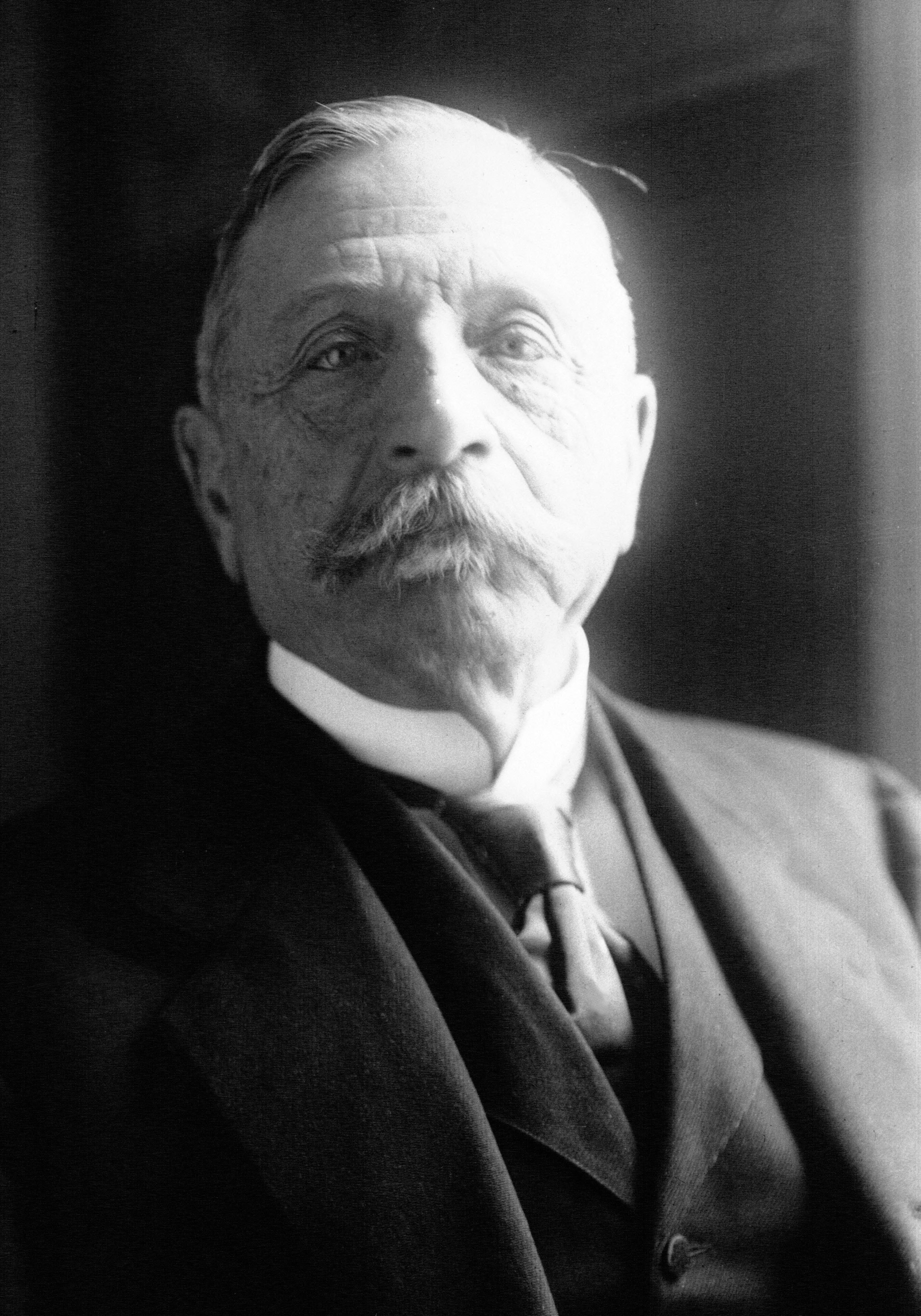
Jacques Piou – lider Akcji Popularno-Wolnościowej.